# Polyrhaphis spinosa
Polyrhaphis spinosa là một loài bọ cánh cứng trong họ Cerambycidae.